# 名古屋市営バス大森営業所

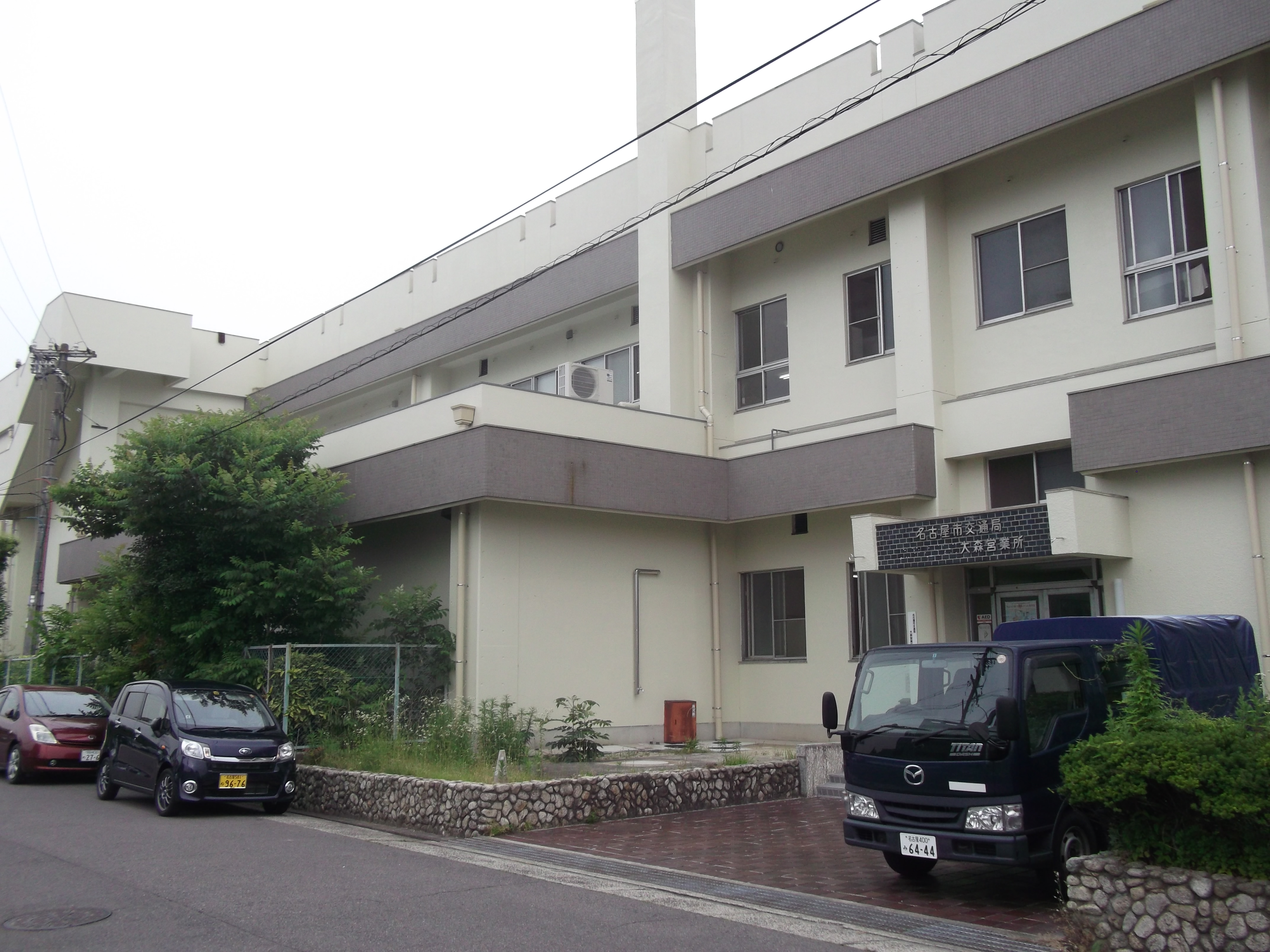
庁舎（2014年6月）

名古屋市営バス大森営業所（なごやしえいバスおおもりえいぎょうしょ）は、愛知県名古屋市守山区脇田町1801にある名古屋市営バスの営業所。最寄のバス停留所は大森車庫であり、主に守山区、名東区東部の路線を走る一般路線バスと、基幹バス新出来町線（栄-引山・四軒家間）一部の便、名古屋ガイドウェイバス（ゆとりーとライン）を担当する。
2007年（平成19年）4月1日より、名鉄バスに管理委託されている。

## 沿革
- 1976年（昭和51年）4月14日 : 大森自動車運輸事務所として開設[1][2]。
- 1982年（昭和57年）12月1日 : 大森営業所に改称[1]。
- 2007年（平成19年）4月1日 : 管理・運行を名鉄バスに委託。[要出典]

## 主担当路線

### 幹藤丘1号系統
|    | 起点   | 主な経由地 | 主な経由地 | 終点     |
| -- | ------ | ---------- | ---------- | -------- |
| 本 | 藤が丘 | 四軒家     | 西本地ケ原 | 本地住宅 |

本系統は地下鉄東山線の藤が丘駅と市営本地荘の入口にある本地住宅停留所とを結んでいる。営業係数トップを何年も維持し続けている名古屋市営バス屈指のドル箱系統である。旧番号は〔96〕→〔幹線15〕（2代目）。設定当初は他系統と全く連絡がない離れ小島のような系統であった。
〔基幹2〕新設時の再編で藤が丘 - 本地住宅 - 四軒家 - 天子田 - 大森車庫という支線と本地住宅と引山を結ぶ支線（〔本郷11〕参照）が設定されたが、藤が丘からの便はほとんどが本地住宅折返しで、本地住宅 - 大森車庫は時間帯によって本数がまちまちで実質的には出入庫線であった。1998年の再編で元の藤が丘 - 本地住宅の運行に戻っている。
日中の運行本数は平日が毎時4 - 5本程度、土休日が毎時6本程度である。朝ラッシュの通勤通学需要が多いためお盆期間の休日ダイヤでも臨時に追加運行が行われる。本地住宅停留所には尾張旭市営バス（あさぴー号）も乗り入れており、あさぴー号と市バスを乗り継いで尾張旭市と行き来する需要もある。
コロナ禍の影響が大きかった2020・2021年度でも黒字を維持できた数少ない系統である（他は〔平針11〕と〔中村13〕。2021年度はこれらに加え〔徳重11〕と〔上社11〕）。

### 幹本郷1号系統
|     | 起点 | 主な経由地 | 主な経由地             | 主な経由地 | 主な経由地 | 主な経由地             | 終点       | 備考                    |
| --- | ---- | ---------- | ---------------------- | ---------- | ---------- | ---------------------- | ---------- | ----------------------- |
| 本  | 本郷 | 楽陶館     | 障害者スポーツセンター | 極楽       | ---        | ---                    | 猪高緑地   |                         |
| 支1 | 本郷 | 楽陶館     | 障害者スポーツセンター | 極楽       | 勢子坊     | 障害者スポーツセンター | 本郷       | 左右両回り（→が右回り） |
| 支2 | 本郷 | 楽陶館     | 障害者スポーツセンター | 極楽       | 梅森荘     | 東名古屋病院           | 地下鉄平針 |                         |
| 折  | 極楽 | ---        | ---                    | ---        | 勢子坊     | 障害者スポーツセンター | 本郷       | →のみ                   |

概要
当系統は、地下鉄本郷駅と名東区高針地区とを結ぶ路線である。一部便は、地下鉄平針駅発着である。
沿革
1998年（平成10年）の系統再編前の番号は〔99〕である。かつては猪高営業所が担当していたが、1985年4月の基幹2号系統の開業と同時期に大森営業所に移管されている。
［支1］は右回りのみの設定であったのが2003年に現行の午前中は右回り、午後は左回りの運行となった。
［支2］は1998年の再編で新設された支線で、梅森荘 - 地下鉄平針間はもともと1991年に〔45〕（荒池 - 平針住宅）の支線として設けられた区間であった。
1998年から2001年までは途中折返しの［支3］（本郷 - 梅森荘）もあった。
停留所およびダイヤ
［本］は終点の猪高緑地バス停が愛知淑徳大学の目の前にあるため、平日朝夕は本数が多く、本郷発8時台では13本の運行となっている（2010年現在）。平日昼間は1時間あたり6本以上の運行となっている。土曜昼間は12分毎、休日昼間は15分毎の運行となっている。なお、バスの転回を大学の敷地内（校門の前）で行っているが大学構内までの運行はしていない。本数が多いため本郷停留所では［支1］［支2］とは別の乗り場になっている。
［支1］は前述のとおり、午前中は右回り、午後は左回りのみが運行されるが、運行時間帯の関係で左回りの本数の方が多い。平日・土曜・休日とも、昼間は60分毎の運行となっている。
［支2］は平日・土曜・休日とも、昼間は30分毎の運行となっている。なお、東名古屋病院-地下鉄平針間は日進市内を通っており、停留所が2箇所ある。地下鉄だと本山と八事の2回（所要時間が長くなるがこれ以外の乗り換え方法もある）乗り換えが必要な本郷駅と平針駅との間をほぼ同じ所要時間で結んでいる。
本郷-障害者スポーツセンター間では、平日昼間は1時間あたり片道9本以上、土曜昼間は1時間あたり片道8本、休日昼間は1時間あたり片道7本の運行となっている。
猪高緑地バス停では長久手市のコミュニティバスであるN-バスに、東名古屋病院バス停では日進市のコミュニティバスであるくるりんばすに乗り換えることができる。
［折］は2021年4月3日の改正で追加された系統で、平日1本、本郷行きのみの運行である。

### 幹砂田1号系統
|    | 起点 | 主な経由地 | 主な経由地 | 主な経由地 | 主な経由地 | 主な経由地 | 主な経由地 | 主な経由地 | 終点     |
| -- | ---- | ---------- | ---------- | ---------- | ---------- | ---------- | ---------- | ---------- | -------- |
| 本 | 池下 | 若水三     | 清明山     | 谷口       | 砂田橋     | 廿軒家会館 | 城下       | 大森住宅   | 大森車庫 |
| 支 | 池下 | 若水三     | 振甫町     | 谷口       | 砂田橋     | 廿軒家会館 | 城下       | 大森住宅   | 大森車庫 |

概要
当系統は、地下鉄池下駅と守山区小幡・大森の各地区を、地下鉄砂田橋駅・千代田街道経由で結ぶ路線である。地下鉄だと本山または栄で乗り換えが必要な池下駅と砂田橋駅との間を直接結んでおり、所要時間もそれほど変わらないため利用者は多め。また途中の北千種三丁目停留所の近くに愛知工業大学名電高等学校があり、通学利用もある。
沿革
1998年（平成10年）の系統再編前の番号は〔幹線1〕であった。〔幹線1〕は1984年の再編で〔102〕と〔106〕を統合して誕生した。統合前の各系統の経路は、以下のとおりである。
- 〔102〕：池下 - 振甫プール前（現・振甫町） - 砂田橋 - 大曽根 - 平安通 - 上飯田町（現・上飯田）
- 〔106〕：池下 - 若水三 - 清明山 - 砂田橋 - 宮前橋北（現・廿軒家会館） - 城下 - 大森住宅 - 大森車庫

なお、1998年の系統再編当時の番号は〔幹池下1〕であったが、2000年の名城線の砂田橋延伸開業に伴う再編で現在の〔幹砂田1〕変更となった。
2000年-2003年に［支2］（大幸団地 - 砂田橋 - 廿軒家会館 - 城下 - 大森住宅 - 大森車庫）が存在した。
かつては［本］・［支］ともに池下 - 砂田橋の区間便が存在したが、前者は2008年4月のダイヤ改正にて、後者は2003年12月の再編にてそれぞれ消滅している。
また、2003年12月の再編から、〔千種11〕の担当営業所が浄心営業所から当営業所に変わったことにより〔出入〕（砂田橋～大森車庫）が設定されたが、2022年の再編で〔千種11〕と統合されて消滅した。
停留所およびダイヤ
平日・土曜・休日とも、昼間は［本］が20-40分毎、［支］が60分毎であり、池下-若水三間および谷口-大森車庫間では、合わせて20分毎となっている。

### 藤丘11号系統
|    | 起点   | 主な経由地 | 主な経由地 | 主な経由地 | 主な経由地 | 主な経由地 | 終点     |
| -- | ------ | ---------- | ---------- | ---------- | ---------- | ---------- | -------- |
| 本 | 藤が丘 | 新藤森橋   | 四軒家西口 | 天子田     | 大森住宅   | 大森霞ケ丘 | 名鉄印場 |
| 支 | 藤が丘 | 新藤森橋   | 四軒家西口 | 東猪子石   | ---        | ---        | 引山     |

旧番号は〔112〕。〔112〕はもともと栄 - 東新町 - （桜通・名古屋市道名古屋環状線） - 古出来町 - 引山 - 東猪子石（後に向野田まで延長される）という系統だったが、古出来町 - 引山が〔基幹2〕と競合する関係で本郷 - 新藤森橋 - 四軒家西口 - 三軒家 - 引山 - 三軒家 - 天子田 - 大森住宅 - 大森霞ヶ丘という経路に変更されていた。向野田付近は東名高速道路の側道を通っている（〔小幡11〕と〔森．郷〕も同様）。
1998年の再編で経路を整理するために〔95〕（一社 - 引山）の支線の経路だった藤が丘 - 新藤森橋を利用して藤が丘発着に変更、同時に引山へ寄り道するのを止めてシンプルな経路に直した。2001年の再編で尾張旭市内にある印場駅構内へ乗り入れている。再編後、印場駅構内バス停の名称は「印場駅」であったが、2020年10月のダイヤ改正より「名鉄印場」に改称となった。本系統と同様に藤が丘駅と印場駅周辺を結ぶ〔藤丘12〕〔森.藤〕と比較すると、本系統は西寄りの遠回り経路となっており、所要時間もやや長い（但し〔藤丘12〕は名鉄印場には乗り入れない）。
［支］は2001年の再編で設けられた支線で6 - 20時の毎時1本のみの運行である。

### 藤丘12号系統
|       | 起点   | 主な経由地 | 主な経由地 | 主な経由地               | 主な経由地 | 主な経由地 | 主な経由地 | 終点                   | 備考           |
| ----- | ------ | ---------- | ---------- | ------------------------ | ---------- | ---------- | ---------- | ---------------------- | -------------- |
| 本    | 藤が丘 | 四軒家     | 旭桜ヶ丘   | 志段味 サイエンス パーク | 雨池       | 中志段味   | 上志段味   | 東谷山 フルーツ パーク |                |
| 出入1 | 印場   | ---        | 旭桜ヶ丘   | 志段味 サイエンス パーク | 雨池       | 中志段味   | 上志段味   | 東谷山 フルーツ パーク | 平日のみ       |
| 入1   | 藤が丘 | 四軒家     | 旭桜ヶ丘   | 志段味 サイエンス パーク | 雨池       | ---        | ---        | 中志段味               | →のみ 平日のみ |
| 出入2 | 藤が丘 | 四軒家     | ---        | ---                      | ---        | ---        | ---        | 印場                   |                |

本系統は地下鉄東山線の藤が丘駅と守山区北東部の志段味地区とをほぼ一直線で結んでいる。旧番号は〔144イ〕→〔145〕。〔144〕は大森車庫 - 志段味（現・雨池）であったが、1993年の再編でまず支線として〔144イ〕藤が丘 - 志段味スポーツランドが設定され、その後志段味まで延長、1995年に〔144〕から分離され〔145〕を名乗ることになった。1998年の再編で〔144〕は大森住宅から藪田経由で引山まで延長され〔引山11〕となり、〔145〕が〔藤丘12〕となる。なお〔引山11〕はこの後、藪田経由から天子田経由に変更され、2003年12月に廃止となった。
2001年にゆとりーとラインのバスが志段味スポーツランドを通ることになったため志段味スポーツランドを経由しなくなった。
2003年3月の再編でそれまで通過していた四軒家 - 旭桜ヶ丘に停留所が設けられた。印場停留所付近に名鉄瀬戸線の印場駅があり、本系統は瀬戸線の踏切を横断しているが、印場駅交通広場には乗り入れない。また、印場以北は志段味巡回とほぼ同じ経路を辿るが本系統は旭労災病院や高蔵寺駅には乗り入れない。
2009年10月の再編で上志段味地区への乗り入れを開始し、東谷山フルーツパークまで延長されている。
穴ヶ洞 - 中志段味に狭隘な道があるため1990年代初頭まではマイクロバス（いすゞ・ジャーニー）、マイクロバスが廃車された後は中型車で運行されていたが、現在は大型ノンステップバス専用となり、また経路も一部変更になっている。
［本］はほぼ毎時1本の運行で平日の朝夕は毎時2本になる。［入1］は平日の藤が丘発最終1本のみ、［出入2］は土休日の藤が丘発最終1本のみそれぞれ運行。
2021年7月3日より、当路線の藤塚停留所が停留所近くに交通広場が開設されたことに伴い、交通広場内に移設された。これに伴い、従来の停留所は2021年7月3日に廃止された。2023年1月4日に藤塚停留所は志段味交通広場停留所に改称された。
2025年3月29日実施のダイヤ改正より、平日朝に［出入2］（印場発）が1本増回された。

### 本郷11号系統
|    | 起点 | 主な経由地 | 主な経由地 | 主な経由地   | 主な経由地 | 主な経由地 | 主な経由地 | 主な経由地 | 終点     |
| -- | ---- | ---------- | ---------- | ------------ | ---------- | ---------- | ---------- | ---------- | -------- |
| 本 | 本郷 | 明徳池東   | 新藤森橋   | 猪子石小学校 | 延珠橋     | 引山       | 東猪子石   | 四軒家西口 | 本地住宅 |
| 折 | 本郷 | 明徳池東   | 新藤森橋   | 猪子石小学校 | 延珠橋     | ---        | ---        | ---        | 引山     |

1998年の再編で新設された系統だが、現行の経路になったのは2001年の再編時で、それまでは本郷→引山→四軒家西口→新藤森橋→本郷という循環系統だった。
この経路は〔95〕（一社 - 引山、現：〔幹一社1〕）の支線の経路だった猪子石小学校 - 本郷と〔112〕（本郷 - 大森霞ヶ丘）の本郷 - 引山の経路を統合して新設されたものだが、当初の計画では延珠橋を経由せずに猪子石団地の手前から環状2号（国道302号）を通って引山へ向かうことになっていた。引山 - 本地住宅は旧〔96〕→〔幹線15〕の支線で、1998年 - 2001年は〔引山12〕を名乗っていた。
2003年の再編でそれまで終日運行だった［本］が日中のみとなり、朝夕は［折］が運行されることになった。日中の［本］は毎時1本の運行で、引山以東では同じく出来町通を走る名鉄バスの基幹バスを補完している（但し基幹バスは三軒家以東は均一運賃ではなく本地住宅には乗り入れない）。

### 上社11号系統
|       | 起点 | 主な経由地 | 主な経由地 | 主な経由地   | 主な経由地   | 終点   | 備考                  |
| ----- | ---- | ---------- | ---------- | ------------ | ------------ | ------ | --------------------- |
| 本    | 上社 | じあみ     | 若葉台     | 名東図書館   | 名東区役所北 | 上社   | 左右回り（→が右回り） |
| 出入1 | 上社 | ---        | ---        | 名東区役所北 | 名東図書館   | 若葉台 |                       |
| 出入2 | 上社 | 鋳物師洞   | 鋳物師洞   | じあみ       | じあみ       | 若葉台 |                       |

旧番号は〔89〕。地下鉄上社駅の北側の住宅街を一周する循環系統である。そのため営業成績が非常によい。［出入2］の若葉台行きは最終が23時台に運行され、名古屋市営バスの中でも最終便が遅い部類に入る。
日中は［本］が毎時2本程度運行され、朝夕は増便される。［出入1］および［出入2］は一部時間帯に追加運行される。
元々は猪高営業所が運行を担当していたが、2017年4月より当営業所へ移管された。

### 上社12号系統
|    | 起点 | 主な経由地 | 主な経由地 | 主な経由地 | 主な経由地 | 主な経由地 | 主な経由地 | 主な経由地 | 終点       |
| -- | ---- | ---------- | ---------- | ---------- | ---------- | ---------- | ---------- | ---------- | ---------- |
| 本 | 上社 | 文教台二   | 引山       | 原境町     | 藪田       | 大森口     | 小幡       | 守山区役所 | 緑ケ丘住宅 |
| 支 | 上社 | 文教台二   | 引山       | 原境町     | 藪田       | 大森口     | 喜多山二   | 緑丘高校   | 緑ケ丘住宅 |

東名阪道（現・名二環）開通に伴いその地上部に部分的に整備された環状2号（国道302号）を利用し、守山区南部からの東山線へのアクセスを目的として、1998年の再編時に新設された系統である。

［支］は2001年3月に設定され、平日の朝夕に運行される。［本］はほぼ終日毎時1本の運行。
なお、平日朝のみ両系統の緑ヶ丘住宅行きの便で藪田を通過する便があり、車内の自動放送でも注意喚起を行っていた。
2022年のダイヤ改正で、朝の緑ヶ丘住宅行きで行われていた藪田通過は取り止めになった。

### 千種11号系統
|      | 起点     | 主な経由地 | 主な経由地 | 主な経由地 | 主な経由地 | 主な経由地 | 主な経由地 | 主な経由地 | 終点     | 備考                   |
| ---- | -------- | ---------- | ---------- | ---------- | ---------- | ---------- | ---------- | ---------- | -------- | ---------------------- |
| 本   | 千種駅前 | 今池       | 北千種町   | 谷口       | ---        | ---        | ---        | ---        | 砂田橋   | ノンステップバスで運行 |
| 出入 | 千種駅前 | 今池       | 北千種町   | 谷口       | 砂田橋     | 廿軒家会館 | 城下       | 大森住宅   | 大森車庫 | ノンステップバスで運行 |

旧番号は〔121〕。
もともとは栄 - 高岳 - 内山 - 北千種町 - 谷口 - 砂田橋 - 大曽根 - 上飯田町（現・上飯田）（以下［本］と表記）という路線であったが、1989年の再編で［支］千種駅前 - 今池 - 北千種町 - 谷口 - 砂田橋 - 大曽根 - 上飯田町を新設すると同時に［本］の経路上にバス停を新設して今池を経由するように変更される。ただし、［本］は桜通線と競合するため運行本数は［支］の方が多くを占め、［本］は1時間に1本ほどであった。
1998年の再編にて〔千種11〕に系統番号が変更され、同時に［本］が廃止となり、担当営業所が浄心に変更となった。2003年3月の再編で砂田橋 - 上飯田町間が地下鉄との並行を理由に廃止、2003年12月の再編で担当営業所が大森に戻る。
2022年の再編より、それまで出入庫用に運行されていた〔幹砂田1〕の支線を統合して〔出入〕が設定されたが、これによりかつて運行されていた［森.千］（千種駅前 - 砂田橋 - 大森車庫）が復活した格好になった。
なお、［121］時代にはこの他、［森.栄］（栄 - 砂田橋 - 大森車庫）、［森.上］（上飯田町 - 砂田橋 - 東海病院前 - 千代田橋 - 城下 - 大森車庫）という出入庫系統が存在した。
昼間時は40分間隔、朝夕は毎時2本の運行であるが、〔出入〕は運行間隔にばらつきがある。
池下発着の〔幹砂田1〕とともに砂田橋駅と東山線の駅を短距離で結んでおり利用客も多い。ただし本系統には振甫町経由便は存在しない。

### 千種13号系統
|     | 起点     | 主な経由地 | 主な経由地       | 主な経由地 | 主な経由地 | 主な経由地 | 主な経由地 | 主な経由地 | 終点       | 備考     |
| --- | -------- | ---------- | ---------------- | ---------- | ---------- | ---------- | ---------- | ---------- | ---------- | -------- |
| 本  | 千種駅前 | 今池       | 東部医療センター | 古出来町   | 矢田       | 守山図書館 | 守山東     | 小幡       | 緑ケ丘住宅 |          |
| 支1 | 千種駅前 | 今池       | ---              | 古出来町   | 矢田       | 守山図書館 | 守山東     | 牛牧住宅   | 緑ケ丘住宅 |          |
| 支2 | 千種駅前 | 今池       | 東部医療センター | 古出来町   | 矢田       | 守山図書館 | 守山東     | 牛牧住宅   | 緑ケ丘住宅 | 平日のみ |

旧番号は〔19〕。現在の経路になったのは1989年の再編からで、それまでは名古屋駅 - 桜通大津 - 赤萩町 - 大松 - 古出来町 - 矢田 - 守山（現・守山東）という経路だった。地下鉄桜通線開業に伴いそれまで市バス路線の無かった西城を取り込み設定された。
2003年までは千種駅前行きの始発はかつての起点である守山東から運行しており、そのための出庫系統（〔森.守〕大森車庫→守山東）も存在していた。
2013年からは日中の便は全て東部医療センターを経由する〔本〕が運行されるようになり、従来どおり名古屋環状線を直進する〔支1〕は朝夕のみとなった。
2022年の再編で〔本〕は小幡宮前～小幡ヶ原について牛牧住宅経由から小幡経由に変更されたため、昼間時経由しなくなる区間については〔曽根11〕を利用する必要がある。
2024年3月31日の再編で、平日昼間時間帯に限り東部医療センター・牛牧住宅を経由する〔支2〕が新設された。
平日ラッシュ時を除き、ほぼ毎時1本の運行。全便ノンステップバスで運行。
途中の矢田南三丁目、矢田南四丁目（千種駅前行きのみ停車）の各停留所沿線にナゴヤドーム（バンテリンドームナゴヤ）があり、守山区内からドームへのアクセス路線としての役割も担っている。

### 曽根11号系統・茶屋11号系統
|        |    | 起点     | 主な経由地 | 主な経由地 | 主な経由地 | 主な経由地 | 主な経由地 | 終点       | 備考     |
| ------ | -- | -------- | ---------- | ---------- | ---------- | ---------- | ---------- | ---------- | -------- |
| 茶屋11 | 本 | 茶屋ケ坂 | 汁谷       | 城下       | 小幡       | 守山区役所 | 小幡ケ原   | 緑ケ丘住宅 |          |
| 曽根11 | 本 | 大曽根   | 矢田       | 矢田川橋   | 守山東     | 西城       | 小幡ケ原   | 緑ケ丘住宅 |          |
| 曽根11 | 支 | 大曽根   | 矢田       | 矢田川橋   | 小幡       | 守山区役所 | 小幡ケ原   | 緑ケ丘住宅 | 平日のみ |

〔曽根11〕は1998年までの〔66〕である。
大曽根から瀬戸街道小幡方面へ向かう路線は、矢田川橋経由の〔66〕と宮前橋経由の〔40〕があった。元を辿ると〔66〕は大曽根 - 守山口 - 守山 - 小幡 - 新守山駅 - 大曽根という循環系統、〔40〕は名古屋駅西口（現・太閤通口） - 市役所 - 古出来町 - 大曽根 - 守山 - 小幡 - 喜多山 - 大森霞ヶ丘という系統であったが、1995年再編前にはそれぞれ支線のみが残り、
〔66〕大曽根 - 守山口 - 守山 - 小幡 - 緑ヶ丘住宅
〔40〕大曽根 - 砂田橋 - 守山 - 小幡 - 喜多山 - 大森霞ヶ丘
という経路になっていた。
1995年の再編で〔66〕の支線〔66イ〕が千代田橋経由の大曽根 - 砂田橋 - 汁谷 - 城下 - 小幡 - 緑ヶ丘住宅という経路で新設される。さらに1998年の再編でこの〔66イ〕が〔40〕と統合、宮前橋経由から千代田橋経由へ変更されて、
〔曽根11〕大曽根 - 守山口 - 守山 - 小幡 - 緑ヶ丘住宅
〔曽根12〕大曽根 - 茶屋ヶ坂 - 汁谷 - 小幡 - 喜多山 -大森霞ヶ丘
となる。
2000年の再編で〔曽根12〕が砂田橋までに短縮され〔砂田11〕となったが、この時に緑ヶ丘住宅発着の系統が復活、一方で〔曽根11〕にも大森霞ヶ丘発着の支線が設けられ、両系統が緑ヶ丘住宅と大森霞ヶ丘発着となる。
2001年には大森霞ヶ丘から印場駅（現・名鉄印場）まで延長。
2003年の再編で〔砂田11〕が茶屋ヶ坂まで短縮された際に緑ヶ丘住宅発着の系統のみが残り、系統番号が〔茶屋11〕に変更となる。
2022年4月2日の再編で、〔曽根11〕の大曽根～名鉄印場が廃止、同時に大曽根～緑ヶ丘住宅については牛牧住宅経由に変更となる。この結果、大曽根から小幡宮前より東へ向かう路線がなくなった。
2024年3月31日の再編で、平日の昼間時間帯に限り〔曽根11〕に小幡経由の支線が設定された。
なお、〔66イ〕が出来るまで東海病院前 - 城下には〔121〕（栄／千種駅前 - 上飯田町（現・上飯田））の出入庫線である〔森.上〕（上飯田町 - 大森車庫）しか運行しておらず、基幹バスと合流する汁谷には停留所が設けられていなかった。
日中の〔曽根11〕は〔本〕が1時間間隔、〔支〕は2時間間隔で往路復路各4便のみの運行。〔茶屋11〕は終日毎時1本の運行である。
全便ノンステップバスで運行。

### 茶屋12号系統
|    | 起点     | 主な経由地 | 主な経由地 | 主な経由地 | 主な経由地 | 主な経由地 | 主な経由地 | 主な経由地 | 終点       | 備考 |
| -- | -------- | ---------- | ---------- | ---------- | ---------- | ---------- | ---------- | ---------- | ---------- | ---- |
| 本 | 池下     | 覚王山     | 姫ケ池     | 谷口       | 砂田橋     | 茶屋ケ坂   | 香流橋     | 下坪       | 猪子石団地 |      |
| 支 | 池下     | 覚王山     | 姫ケ池     | 谷口       | 砂田橋     | 茶屋ケ坂   | ---        | ---        | 汁谷東     |      |
| 折 | 茶屋ケ坂 | ---        | ---        | ---        | ---        | ---        | 香流橋     | 下坪       | 猪子石団地 |      |

旧番号は〔68〕。新番号化で〔千種14〕となり、2003年の再編から現行の番号に変更となっている。
もともとは千種駅前まで運行していたものが上記の再編から池下までに短縮となったのだが、系統の新設時は池下を発着していた。また、〔68〕時代から最終の猪子石団地行き一便のみ池下発の設定だった。［支］は1991年の再編で設けられた系統で、終点の汁谷東バス停は出来町通から少し南に入ったところにあるが、台地の麓に位置しているためその先の急坂の中腹に転回場がある。池下 - 砂田橋は〔幹砂田1〕とは経路が異なり、覚王山を経由する。
かつては猪高営業所の管轄だったが、1994年の再編で移管される。そして2003年の再編で新設された茶屋ヶ坂駅にバスターミナルができ、平日朝夕のみ運行の〔折〕が設けられ現在に至る。
この系統は東海病院前 - 香流橋で出来町通（愛知県道215号田籾名古屋線）を通るため〔基幹2〕と並行するが、その区間にある〔基幹2〕の汁谷・竹越バス停に対してバス停を設けていないため、乗換えはできない。
なお、猪高営業所管轄の時代は出入庫系統として千種駅前 - 下坪が設けられていた。また最終便も池下 - 下坪だった。
日中は［本］と［支］が約30分間隔で交互に運行。

### 守山11号系統・守山巡回系統
|          |     | 起点     | 主な経由地 | 主な経由地 | 主な経由地 | 主な経由地 | 主な経由地 | 主な経由地 | 主な経由地 | 主な経由地 | 終点       | 副担当 | 備考                                          |
| -------- | --- | -------- | ---------- | ---------- | ---------- | ---------- | ---------- | ---------- | ---------- | ---------- | ---------- | ------ | --------------------------------------------- |
| 守山11   | 本  | 新守山駅 | 川村       | 緑ヶ丘住宅 | 守山区役所 | 瓢箪山     | 守山       | 新守山駅   | 瀬古口     | 守山新堀   | 上飯田     | 如意   | 朝夕に運行                                    |
| 守山11   | 折1 | 新守山駅 | 川村       | 緑ヶ丘住宅 | 守山区役所 | --         | --         | --         | --         | --         | 小幡       | 如意   |                                               |
| 守山11   | 折2 | 新守山駅 | 川村       | --         | --         | --         | --         | --         | --         | --         | 緑ヶ丘住宅 | 如意   |                                               |
| 守山11   | 折3 | 上飯田   | --         | --         | --         | --         | --         | --         | 守山新堀   | 瀬古口     | 新守山駅   | 如意   | →のみ                                         |
| 守山巡回 | 本  | 新守山駅 | 川村       | 緑ヶ丘住宅 | 守山区役所 | 瓢箪山     | 守山       | 新守山駅   | 瀬古口     | 守山新堀   | 上飯田     | 如意   | 昼間時のみ運行。 本系統と支系統を交互に運行。 |
| 守山巡回 | 支  | 新守山駅 | 川村       | 緑ヶ丘住宅 | 守山区役所 | 守山小学校 | 大牧町     | 新守山駅   | 瀬古口     | 守山新堀   | 上飯田     | 如意   | 昼間時のみ運行。 本系統と支系統を交互に運行。 |

新守山駅を起点に松坂町・守山区役所・小幡・瓢箪山又は大牧町・新守山駅と循環し、更にその先瀬古・守山新堀を経て上飯田まで守山区内を6の字状に巡る路線で、他に補完系統として〔折1〕は小幡、〔折2〕は緑ヶ丘住宅、〔折3〕は上飯田から新守山駅への区間便の設定となっている。
2004年までは〔守山区1〕という系統番号であった。〔守山区1〕は2000年の再編でそれまでの〔守山区〕（守山新堀 - 新守山駅 - 守山区役所 - 大森住宅 - 本地住宅）を新守山駅で分割し、守山区内を循環する経路を追加したもので、当初は新守山駅 - 牛牧住宅 - 小幡 - 守山 - 新守山駅 - 瀬古口 - 守山新堀という経路であった。
2001年の再編でゆとりーとラインと競合する関係で廃止となった〔千種12〕（千種駅前 - 松坂町）の経路であった守山市民病院前 - 松坂町の区間を取り込んで守山プール - 小幡ヶ原間を牛牧住宅経由から川村・緑ヶ丘住宅経由として経路を再編し、〔折2〕緑ヶ丘住宅折り返しが設定される。なお、この経路はゆとりーとラインに載せ替えられたために廃止となった名鉄バス志段味線とJR東海バス瀬戸西線の緑地公園前 - 竜泉寺口間の代替としての側面も併せ持つ。
翌2002年には〔折1〕小幡折り返しが設定される。
2004年の地域巡回バスの新設に伴い、本系統については朝夕は〔守山11〕、昼間時は〔守山巡回〕として運行を行っている。
2010年の再編で、守山市民病院の間近を通る〔守山巡回・支〕が新設され、1時間おきに交互に運行されることになった。その際、新設区間に守山市民病院バス停（2013年4月1日より「大牧町」に改称）が設けられたため、旧守山市民病院前バス停は守山に、旧守山バス停は守山東にそれぞれ改称されている。
［折1］小幡折り返しは平日昼間時にのみ運行され、［折2］緑ヶ丘住宅折り返しは朝夕（日祝日は夕のみ）および休日の昼間時に運行される。［折3］上飯田→新守山駅は平日および土曜日の最終のみ運行され、新守山駅到着後は大森車庫への入庫便となる。
なお〔千種12〕は旧番号〔62〕で、千種駅前から矢田、守山図書館、新守山駅を経由して松坂町へ至る系統だったが、終点の松坂町には転回場を設けずに近くの緑ヶ丘住宅の転回場を利用していた。また〔62〕時代には途中の川村止まりの支線があり、加えて川村と大森車庫を結ぶ出入庫系統があった。
従来は守山区内のみの運行であったため、起終点を含めて地下鉄に接続しなかったが、2013年4月に守山新堀バス停を移設し、区間延長されて上飯田まで運行されるようになり、地下鉄に接続するようになった。
2021年4月2日より主担当の当営業所に加えて、如意営業所が副担当となった。

### 小幡11号系統
|     | 起点     | 主な経由地 | 主な経由地 | 主な経由地 | 主な経由地 | 主な経由地 | 主な経由地 | 主な経由地 | 主な経由地 | 終点     | 備考  |
| --- | -------- | ---------- | ---------- | ---------- | ---------- | ---------- | ---------- | ---------- | ---------- | -------- | ----- |
| 本  | 本地住宅 | 四軒家西口 | 天子田     | 大森住宅   | 中井       | 城下       | 小幡       | 守山区役所 | 牛牧住宅   | 新守山駅 |       |
| 支1 | 大森車庫 | ---        | ---        | 大森住宅   | 中井       | 城下       | 小幡       | 守山区役所 | 牛牧住宅   | 新守山駅 |       |
| 支2 | 本地住宅 | 四軒家西口 | 天子田     | 大森住宅   | ---        | ---        | ---        | ---        | ---        | 大森車庫 |       |
| 支3 | 本地住宅 | 四軒家西口 | 天子田     | 大森住宅   | 中井       | 城下       | ---        | ---        | ---        | 小幡     | →のみ |

守山区の東の端、本地住宅から大森住宅を経て千代田街道を城下まで西進、そこからは北上して小幡・守山区役所・牛牧住宅に立ち寄りまた西進して新守山駅までを結ぶ守山区内を東西に縦断する系統である。
前身は2004年までの施設関連系統の〔守山区2〕。2000年までは現〔守山11〕と一体で〔守山区〕（守山新堀 - 新守山駅 - 守山区役所 - 大森住宅 - 本地住宅）という系統だった。
〔守山区〕は施設関連系統化される前は〔97〕を名乗っており、経路も守山図書館・小幡・大森経由であった。その後牛牧住宅・守山区役所・大森経由となり、1998年に現行の中井・城下・守山区役所・牛牧住宅経由となった。
支線はいずれも出入庫の役割で［支1］は平日・土曜の朝6時に新守山駅行きが2便、19時の1便と20時の最終便が大森車庫行きとして運行される一方、日祝日は運行がない。［支2］は大森車庫行きが平日の10 - 15時（13時を除く）と最終便、土曜の11 - 15時（13時を除く）と最終便、日祝日の11時、18時、19時（最終便）に、本地住宅行きが6時の始発便の他、平日・土曜に3便、日祝日に1便が運行される。［支3］は平日朝9時台に片方向1便のみの運行。
守山区内で完結する路線であり、地下鉄には接続しない。

### 志段味11号系統
|    | 起点           | 主な経由地 | 主な経由地 | 主な経由地 | 主な経由地 | 主な経由地     | 主な経由地 | 終点           | 備考                                     |
| -- | -------------- | ---------- | ---------- | ---------- | ---------- | -------------- | ---------- | -------------- | ---------------------------------------- |
| 本 | 高蔵寺         | ---        | ---        | 東谷橋     | 所下       | 志段味大塚古墳 | 南原       | 志段味交通広場 | 朝は← 夕方は→のみ                        |
| 支 | 志段味交通広場 | 上志段味   | 高蔵寺     | 東谷橋     | 所下       | 志段味大塚古墳 | 南原       | 志段味交通広場 | 左右回り （→が右回り） 朝は← 夕方は→のみ |

2022年の再編で新しく設けられた系統。〔志段味巡回〕の運行前に高蔵寺駅側の補完系統として運行される。
地下鉄には接続しない。
備考欄にもある通り、朝の左回りまたは高蔵寺行き、夕方の右回りまたは高蔵寺発のみが運行される。
また、志段味大塚古墳～東谷橋間で新東谷橋南・勝手塚を経由せずショートカットする。
前面の行先表示では系統名は「志段11」と表示される。
2025年3月29日の再編により、高蔵寺からゆとりーとラインの経路を経由して志段味交通広場に戻る循環型の支線が設けられた。

### 志段味巡回系統
|    | 起点                 | 主な経由地 | 主な経由地 | 主な経由地 | 主な経由地 | 主な経由地     | 主な経由地 | 主な経由地 | 主な経由地 | 主な経由地 | 主な経由地 | 終点 | 備考                                   |
| -- | -------------------- | ---------- | ---------- | ---------- | ---------- | -------------- | ---------- | ---------- | ---------- | ---------- | ---------- | ---- | -------------------------------------- |
| 本 | 東谷山フルーツパーク | 所下       | 高蔵寺     | 新東谷橋南 | 勝手塚     | 志段味大塚古墳 | 大久手池東 | 大久手池   | 南原       | 志段味支所 | 名鉄印場   | 小幡 | 東谷山フルーツパーク行きは長戸橋を通過 |

2004年に新設された地域巡回バスの一つ。地下鉄の駅からかなり離れたところを通っており、どの停留所でも接続しない。
当初は印場駅 - 東尾張病院 - 上島 - 中志段味 - 志段味スポーツランド - 東尾張病院南 - 印場駅といういわゆるラケット形の循環経路だったが、2009年のゆとりーとラインの再編に伴いそれまでJR東海バスが運行していた区間が廃止となったため、当該区間のうち名古屋市内の部分を補完するかたちに変更された。
この系統は上志段味地区の区画整理事業の進展に合わせて段階的に経路が変更されており、2016年4月の改正では勝手塚 - 大久手池の経路を変更、同時に同区間に新たに「志段味大塚古墳」、「大久手池東」停留所が新設された。
本系統は〔藤丘12〕などとは異なり東尾張病院南 - 名鉄印場は愛知県道213号篠木尾張旭線（愛知県道214号松本名古屋線）を直行せずに旭労災病院などを経由する東寄りの経路となっている。雨池 - 新東谷橋南も〔藤丘12〕やゆとりーとラインとは異なり愛知県道15号名古屋多治見線ではなく愛知県道75号春日井長久手線を経由している。
2020年10月1日より旭労災病院ロータリーに乗り入れている（元の旭労災病院停留所は平子ヶ丘町に改称）。同時に印場駅停留所が名鉄印場に改称された。
2022年4月より本系統が運行されない朝および夕方以降に補完路線として〔志段味11〕が新設される（ただし本系統は志段味交通広場を経由しない）。

### 深夜1号系統
|    | 起点 | 主な経由地 | 主な経由地 | 主な経由地  | 主な経由地 | 主な経由地 | 主な経由地 | 主な経由地 | 主な経由地 | 主な経由地 | 主な経由地 | 主な経由地 | 主な経由地 | 主な経由地 | 終点   | 備考                  |
| -- | ---- | ---------- | ---------- | ----------- | ---------- | ---------- | ---------- | ---------- | ---------- | ---------- | ---------- | ---------- | ---------- | ---------- | ------ | --------------------- |
| 本 | 栄   | 東新町     | 新栄町     | 広小路 車道 | 千種駅前   | 今池       | 池下       | 覚王山     | 本山       | 東山公園   | 星ヶ丘     | 一社       | 上社       | 本郷       | 藤が丘 | 表記停留所に のみ停車 |

深夜の足を確保するため運行を開始した系統で、地下鉄東山線終電後に栄行き・藤が丘行きとも2便が運行される。こちらも参照。
当初は栄行きが藤が丘発23時55分・0時20分、藤が丘行きが栄発0時45分・1時15分という設定であったが、2003年の再編から第2便の運行時刻が共に15分繰り下げられている。
広小路通上の東山公園バス停は路線の縮小に伴って昭和50年代に姿を消していたのが復活した。一方、広小路車道バス停はかつては多数の系統が停車していたが、2004年に〔栄19〕（栄 - 総合リハビリセンター）が廃止となった以降はこの系統のみが停車する停留所になっている。また藤が丘 - 本郷間のうち、藤が丘BT - 上社二丁目交差点の間の経路は、かつての〔名東区1〕系統のルートである。
なお、2014年から毎週金曜日における東山線の終電時刻繰り下げが行われるようになったことに伴い、これが行われる日は1往復のみの運転となった。
2020年8月から運休中。

### 出入庫系統
|        |                  |                  | 起点     | 主な経由地   | 主な経由地   | 主な経由地     | 主な経由地 | 終点       | 備考                                             |
| ------ | ---------------- | ---------------- | -------- | ------------ | ------------ | -------------- | ---------- | ---------- | ------------------------------------------------ |
| 出入庫 | 森.緑            | 本               | 大森車庫 | 八剣         | 大森口       | 喜多山二       | 緑丘高校   | 緑ケ丘住宅 |                                                  |
| 出入庫 | 森.緑            | 支               | 大森車庫 | 八剣         | 大森口       | 小幡           | 守山区役所 | 緑ケ丘住宅 |                                                  |
| 出入庫 | 森.新            | 本               | 大森車庫 | 大森住宅     | 大森口       | 守山東         | 守山       | 新守山駅   |                                                  |
| 出入庫 | 森.新            | 支               | 大森車庫 | 大森住宅     | 長栄         | 大曽根         | 瀬古       | 新守山駅   | →のみ 平日朝6時5分の1本のみ                      |
| 出入庫 | 森.郷            | 森.郷            | 大森車庫 | 大森住宅     | 向野田       | 四軒家西口     | 新藤森橋   | 本郷       |                                                  |
| 出入庫 | 森.藤            | 森.藤            | 大森車庫 | 大森住宅     | 名鉄印場     | 印場           | 四軒家     | 藤が丘     |                                                  |
| 出入庫 | 印.高            | 印.高            | 印場     | 東尾張病院南 | 志段味支所   | 志段味大塚古墳 | 新東谷橋南 | 高蔵寺     | 志段味支所 - 高蔵寺の経路は ［志段味巡回］も参照 |
| 出入庫 | ゆとりーとライン | ゆとりーとライン | 印場     | 東尾張病院南 | 志段味支所北 | 中志段味       | 新東谷橋南 | 高蔵寺     | 詳細は ゆとりーとラインを参照                    |

〔森.緑〕は緑ヶ丘住宅発着の系統の出入庫である。緑丘商高を経由するようになったのは2001年3月からで、かつては小幡経由で運行されていた。ちなみに2000年に小幡交通広場が出来る以前は、当系統を含む小幡交差点を竜泉寺街道から瀬戸街道大森方面に向かう系統は小幡停留所には停車しておらず、名鉄瀬戸線小幡駅に向かうには守山区役所南停留所を利用する形になっていた。なお、2020年4月より愛知県立緑丘商業高校が総合学科化され緑丘高校に名称変更した事に伴い、バス停も緑丘商高から緑丘高校に名称変更されている。
〔森.郷〕は〔幹本郷1〕の出入庫という役割があり、平日朝の本郷行きは特に本数が多い。その他の時間帯も毎時1-2本程度運行されており出入庫系統としては本数が多い。
〔森.藤〕は2016年より設定され、〔藤丘12〕の出入庫の役割であるが、同じような役割の〔藤丘12・入2〕とは違い、大森車庫発着の運行である。名鉄印場 - 藤が丘は〔藤丘11〕とは経路が異なるため、藤が丘行きの行先表示が「四軒家・藤が丘」となることがある。
〔森.新・支〕は2017年3月までは大曽根止まりの〔森.大〕として運行され、〔栄15〕の出庫便としてそのまま大曽根から〔栄15〕新守山駅行きの始発便となっていたが、〔栄15〕が如意に移管された為、役割と運用はそのままに系統のみを新守山駅まで延長し〔森.新〕の支線とされた。平日朝1本新守山駅行きのみの運行である。砂田橋までは〔幹砂田1〕と同経路であるため同系統の補完路線としての役割も担う。
〔印.高〕は2015年4月に新設された系統。〔志段味巡回〕の出入庫の役割で印場6:56発(土休日7:08発)と高蔵寺17:45発の1往復のみの運行。2009年10月1日に新設された系統であるゆとりーとラインの出入庫と区間こそ同じだが経路が違い〔志段味巡回〕の経路を辿る。ただし〔志段味巡回〕とは異なり、旭労災病院は経由しない。
出入庫系統の系統幕はその車両がその後運用に就く、又は直前まで運用に就いていた系統番号がそのまま表示されている事が多かった。

### ゆとりーとライン
- 大曽根 - ナゴヤドーム前矢田 - 砂田橋 - 守山 - 川村 - 小幡緑地
- 大曽根 - ナゴヤドーム前矢田 - 砂田橋 - 守山 - 川村 - 小幡緑地 - 竜泉寺 - 吉根 - 上島（東） - 志段味支所北 - 中志段味 - 志段味交通広場
- 大曽根 - ナゴヤドーム前矢田 - 砂田橋 - 守山 - 川村 - 小幡緑地 - 竜泉寺 - 吉根 - 上島（西）- 東尾張病院 - 玉野川学園 - 志段味サイエンスパーク - 志段味支所北 - 中志段味 - 志段味交通広場
- 大曽根 - ナゴヤドーム前矢田 - 砂田橋 - 守山 - 川村 - 小幡緑地 - 竜泉寺 - 吉根 - 上島（東） - 志段味支所北 - 中志段味 - 上志段味 - 高蔵寺
- 印場 - 東尾張病院 - 上島 - 中志段味 - 上志段味 - 高蔵寺（出入庫系統）
- 東尾張病院→上島（西）→吉根→竜泉寺→小幡緑地→川村→守山→砂田橋→ナゴヤドーム前矢田→大曽根

出入庫系統は2009年10月1日より運行開始。2023年1月4日に藤塚停留所が志段味交通広場に改称、同時に中志段味発着便が志段味交通広場まで一区間延長された。
2024年3月31日の再編で、志段味スポーツランド停留所が廃止された。
2025年3月29日の再編で、東尾張病院発大曽根行きが平日早朝に1本新設された。

## 副担当路線

### 基幹2号系統
- 詳細は名古屋市営バス浄心営業所#基幹2号系統を参照。四軒家発着便は当営業所の専属担当である。当営業所は猪高車庫発着便を担当しない。

かつては基幹バスを担当しておらず、一般路線とゆとりーとラインのみの担当であり、基幹2系統は当営業所ではなく、那古野営業所と猪高営業所のみの担当であった。2004年頃から新たに参入し、担当に加わる形となった。
現在は、副担当は基幹2系統のみだが、2003年頃までは名古屋市営バス浄心営業所#名駅15号系統を、当営業所が副担当だった頃に、砂田橋発着の一部の便で名古屋駅まで担当していた。現在は、当営業所は猪高車庫便を担当しないため、名古屋駅には乗り入れない。

## 車両
2011年9月現在、136両を保有している。元々は日野自動車製の車両で統一されていたが、入札制の導入や営業所の再編により、現在では他メーカーの車両も多数配置されている。
配属されている車両は、以下のとおりである。ツーステップバスは全廃、またワンステップバスは配属されていない。
- ノンステップバス：NH・NS・NN・NF、NMS、NKH・NKS（基幹バス専用）

他に名古屋ガイドウェイバス（愛称：ゆとりーとライン）の車両の管理・運行を同社から受託している。ゆとりーとラインの車両は運行開始当初（3社局共同受託当時）は当営業所には日野自動車製のみの配置で、2009年10月に単独受託となったときに三菱ふそう製も配置されるようになった。その後の車両更新により現在のゆとりーとライン用車両は再び日野自動車製のみの配置である。
基幹バス車両は、主に栄 - 引山・四軒家間で使用されており、当営業所の基幹バス車両は名古屋駅には乗り入れない。
かつては、当営業所には、基幹バスの車両は所属しておらず、一般路線バスとゆとりーとラインの車両のみであった。
また、当営業所の受け持ち系統で乗り入れるのは現在は栄のみであるが、過去にリフトバスが所属していたことがあり、名駅15専用で使われていたため、当営業所の車両が名古屋駅まで入線していた。

## その他
名古屋市営バスは基本的に名古屋市内にバス停が設置されるが、名古屋市外にもバス停が幾らか存在する。名古屋市営バスの営業所で、名古屋市外のバス停が一番多いのは、本営業所の担当路線である。